# Geococcus
Geococcus é um género botânico pertencente à família Brassicaceae.

## Espécies
- Geococcus fiedleri
- Geococcus pusillus
- Geococcus supinus